# Dodge D Series

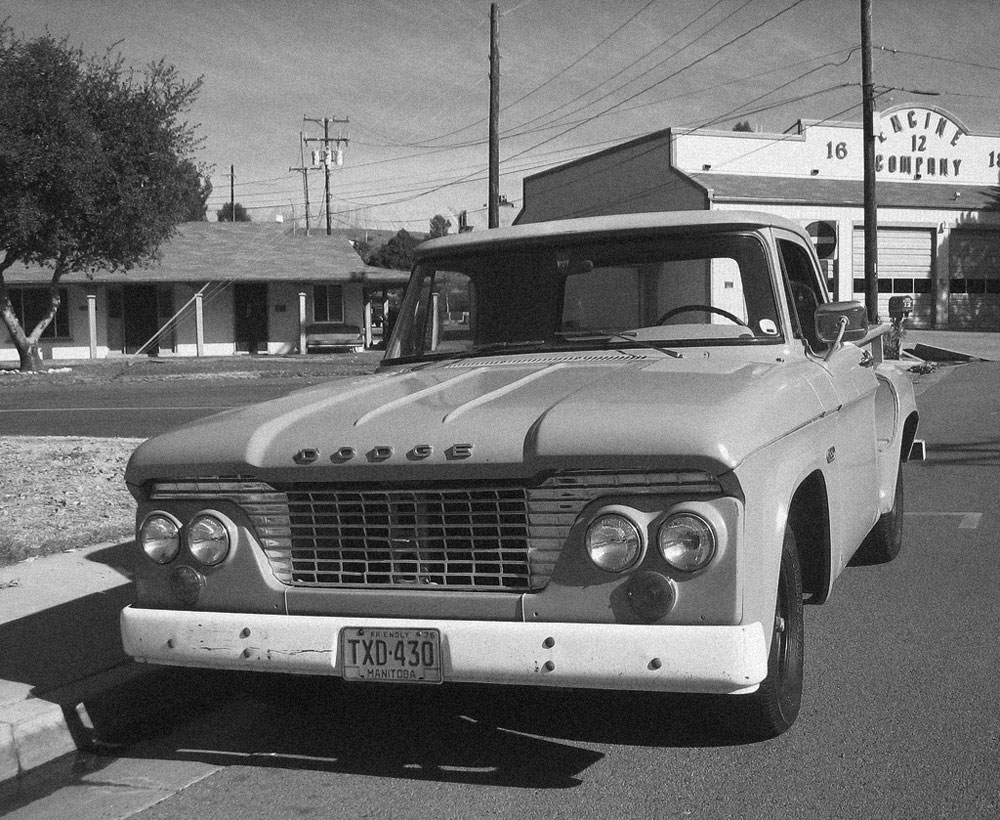
1961 Dodge D-100

La D Series es una línea de camionetas vendidas por la división Dodge del fabricante de automóviles estadounidense con un motor v6 y v8 Chrysler, entre 1961 y 1980. Después de 1980, las camionetas pasaron a denominarse Dodge Ram y el mismo diseño básico se mantuvo hasta la introducción en 1994 de una carrocería completamente rediseñada. La D Series comparte su plataforma con el Dodge Ramcharger.
En Argentina, se fabricó la primera y segunda generación de la D Series y se las denominó como Dodge D-100. La empresa encargada de su fabricación, la Chrysler-Fevre Argentina S.A. tenía su predio en la localidad de San Justo y la vendió hasta 1979.

## Historia
Chrysler Argentina, a comienzos de los años 60 primeramente comienza a ensamblar la pick-up "D-100 Sweptlite", siguiendo con la producción de la D Series, ofreciendo el mismo producto con 3 marcas distintas, Dodge, Fargo y De Soto. En los comienzos de la importación de automóviles en Argentina, las agencias de ventas e importadores estaban divididos en dichas marcas, por este motivo se las comercializa de dicha manera para satisfacer las necesidades de los clientes fieles a las mismas. En 1967 se unifica con la marca Dodge y su fabricación se discontinúa a finales de la década de 1970.

## Primera generación (1961-1964)
El cuerpo ofreció la cama entonces tradicional de estilo a paso, con defensas distintas como una opción.

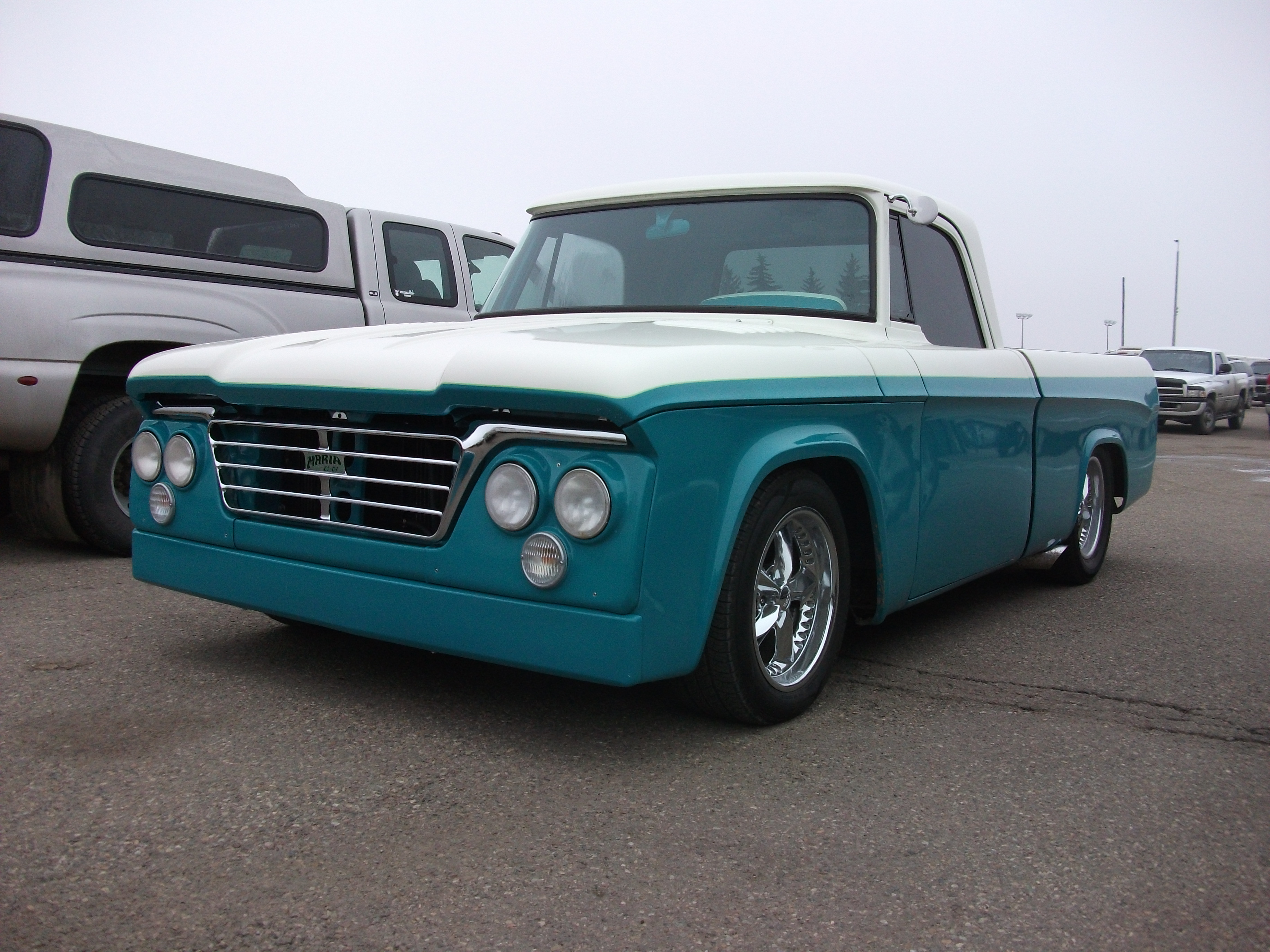
1962 Dodge D-100

La serie D utiliza el conocido motor de Chrysler Slant-6 en desplazamientos de 170 pulgadas cúbicas, 198 pulgadas cúbicas, y 225 pulgadas cúbicas como los modelos base, dependiendo del año. (El 198 era relativamente raro, disponible como el motor de base única 1969-1973.) Todos los motores más grandes de Chrysler, con la notable excepción del motor Chrysler Hemi estaban disponibles como opciones de fábrica.
Otra innovación fue la introducción de un alternador en lugar de un generador de energía eléctrica. Una transmisión automática de tres velocidades fue un gran avance, aunque también estaba disponible la transmisión de dos velocidades automática, de la época pasada.
Sin embargo, otra innovación, una "doble cabina" (cuatro puertas) estilo de la carrocería se introdujo en 1963, por primera vez en una camioneta de la fábrica. Eran trabajos de conversión personalizados. Un "club Cab" también estaba disponible para 1973, proporcionando el asiento transversal, ya sea para una sola tercer pasajero o dos pequeñas pasajeros de la tercera y cuarta (más a menudo, el Club Cab fue utilizado como espacio de carga adicional).
La primera generación de la serie D en Argentina. Se les dio las marcas Dodge y Fargo, como de Dodge D-100 y Fargo De Soto. Los camiones fueron producidos por la filial argentina de Chrysler-Fevre Argentina S.A..

## Segunda generación (1965-1971)

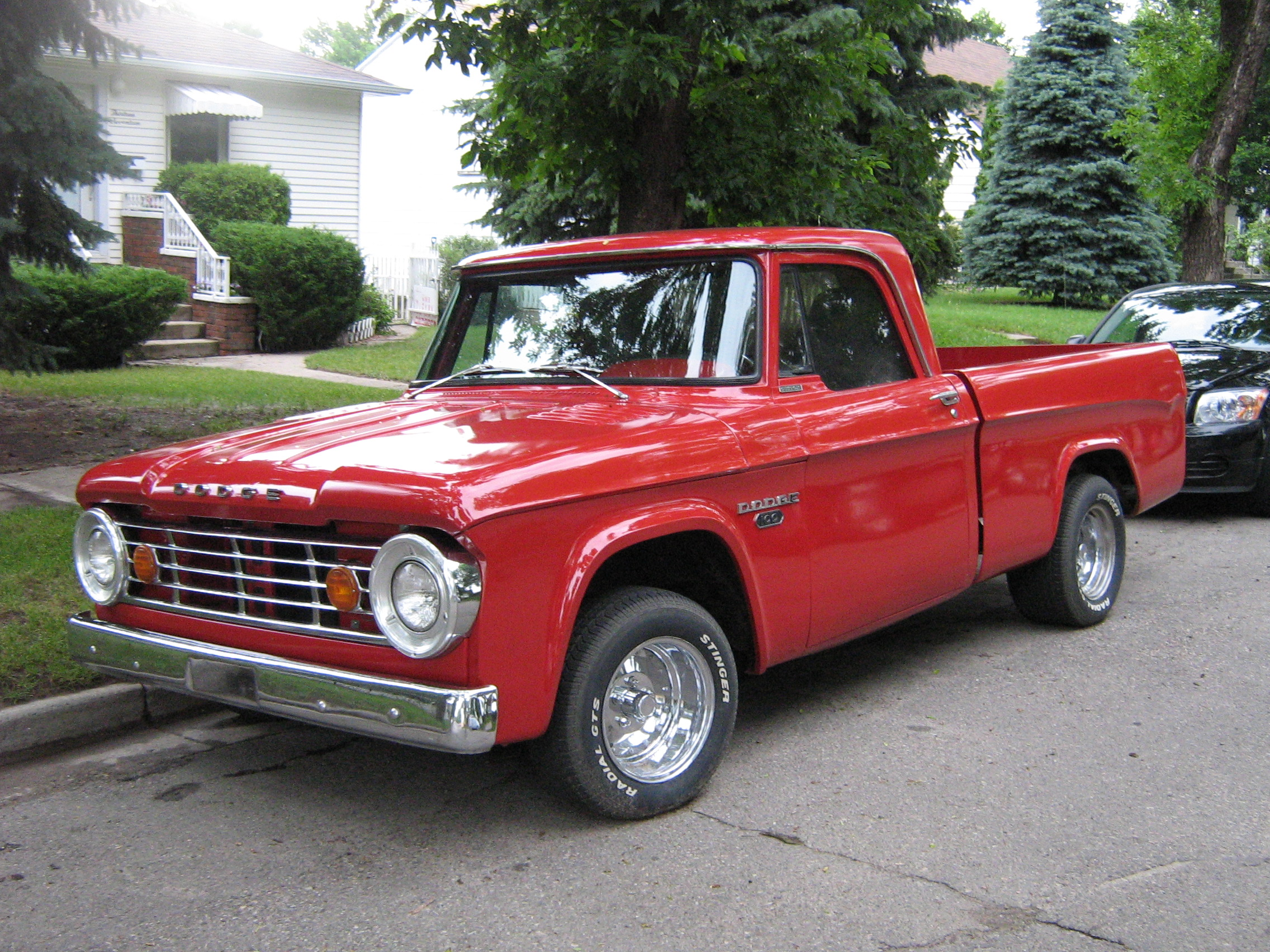
1966 Dodge D-100

La D-Series fue rediseñada para 1965. Las actualizaciones incluyen un portón trasero más ancho y la sustitución de los motores de la serie A con la serie actualizada. En 1967, los camiones de la Serie D recibidos de bloque grande 383 motores como una opción estándar.
Desde 1965 hasta principios de los años 80, la serie D se reunieron por el Equipo de Grupo Automotriz en Israel en una nueva fábrica situada en Nazaret, cuatro años y -seis motores de gasolina con transmisión manual. Esta fábrica también produjeron el Jeep Wagoneer SUV por el ejército israelí, y los vehículos Reino Unido Ford Escort y el Ford Transit para el mercado civil. La Serie D se realizaron tanto para el mercado civil y por el ejército israelí. Los modelos fueron D-100 y luz D-200 camiones, camiones D-500, y el camión D-600 con motor de seis cilindros en línea y con tracción a las cuatro ruedas. También hubo una versión de autobuses hecho (sobre todo para el uso del ejército). Este autobús era un bus de 20 asientos construido en el chasis del camión D5-00 con cuatro puertas, motor hidráulicos delantero y trasero.

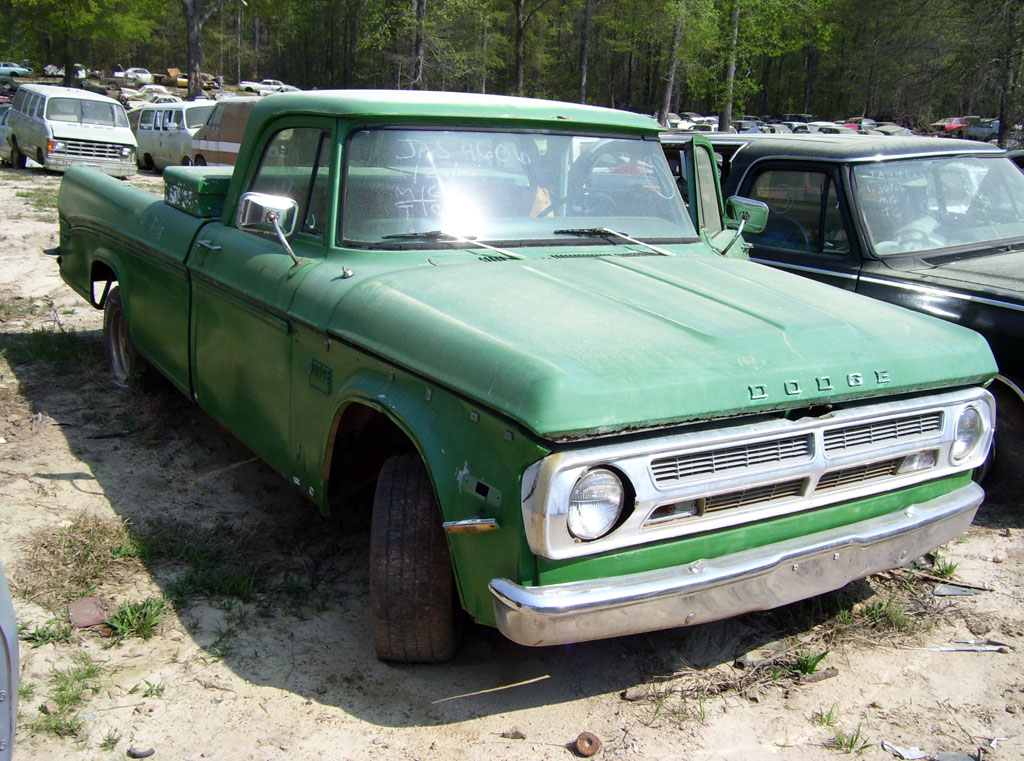
1971 Dodge D-100

Los modelos 1968 recibieron un nuevo frente de la parrilla y dos filas de cuatro hoyos cada uno. Un nuevo paquete de ajuste Aventurero sustituyó a la antigua; básicamente, se incluyó un asiento delantero acolchado con ajuste de vinilo y alfombras, además de otras características como el acabado de cromo extra y la iluminación de cortesía. Esta generación continuó siendo construido en Sudáfrica también. Se vende como la D-300 o la D-500, el modelo más ligero recibido el 225 Slant-Six, mientras que el D-500 usaba el motor Heavier-Duty y el V8 318 ci. Salidas de potencia de 127 y 177 CV (95 y 132 kW).
Para 1970, el aventurero se ampliará en tres paquetes separados: el aventurero base, el aventurero deporte y la línea superior Aventurero SE. El Aventurero SE incluye cosas tales como una parrilla cromada, el ajuste de madera en el salpicadero, el asiento delantero de vinilo acolchado con cinturones de seguridad de color de la carrocería, iluminación de cortesía completa, aislamiento extra, cuernos duales, alfombrado completo, panel de la puerta de lujo del ajuste, un relieve de vinilo moldura corrída a lo largo de los lados de la camioneta, discos de ruedas completo y un panel de madera insertada en el portón trasero. Los modelos 1970 también contó con una nueva sección de cuatro rejilla (dos filas de dos agujeros cada uno).

## Tercera generación (1972-1980)

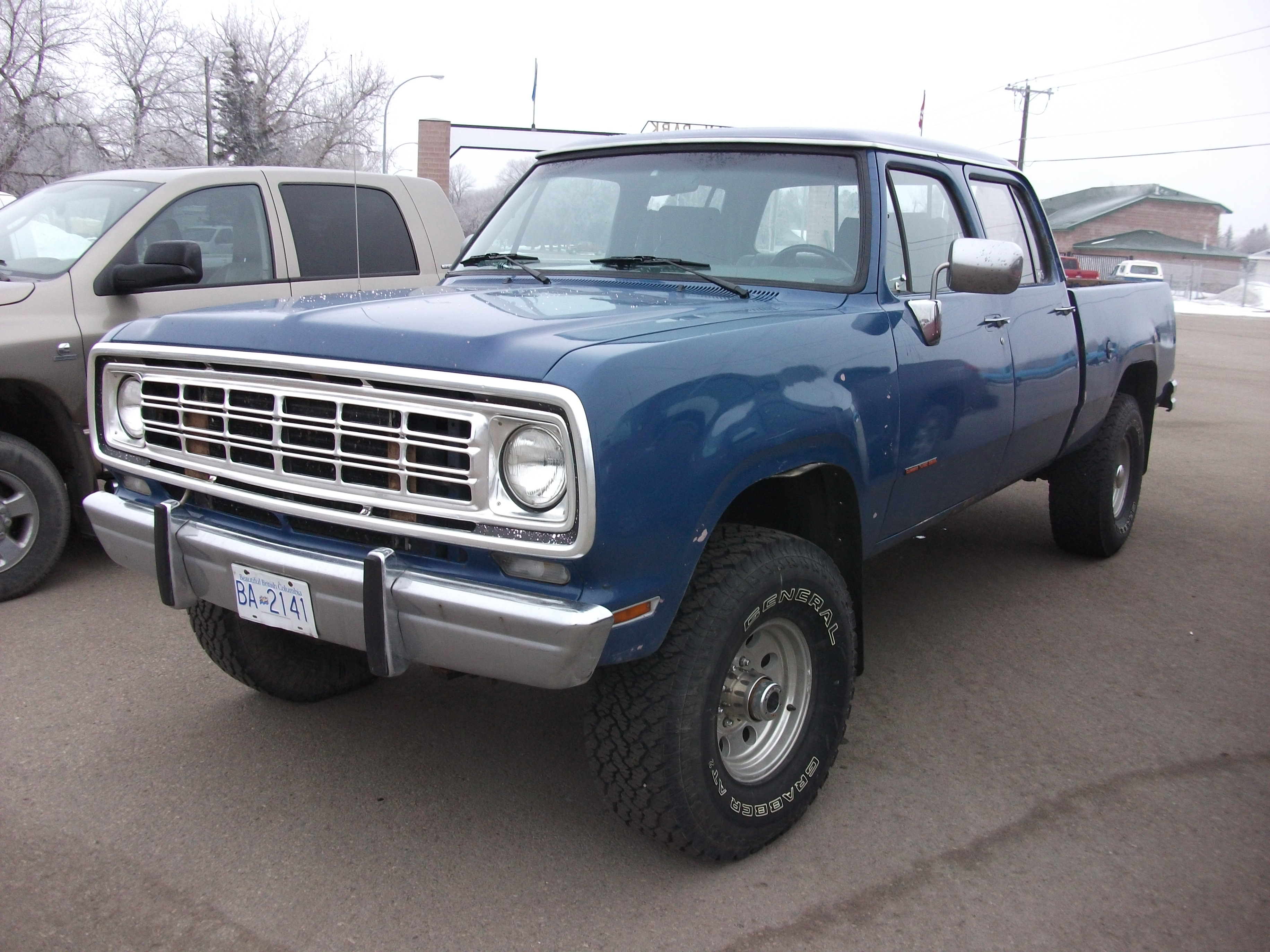
1972 Dodge D-200 Crew Cab

Un nuevo diseño de la Serie D de 1972 que duró hasta 1980 presentó un aspecto más redondeado, similar a la serie GMC / K 1973 hasta 1987. Este rediseño de la tercera generación, que se extendió hasta 1993 con cambios menores, incluido nuevas características tales como una suspensión delantera independiente y luces traseras embolsados (la inversa distintiva en luces superiores se rebajada a 0,25 in (6,4 mm) para evitar daños en los muelles de carga y espacios confinados). Guías de estilo, como el capó festoneado y guardabarros redondeados, fueron similares para el buen aspecto redondeado, de 1971 Plymouth satélite. Estos camiones fueron construidos con una cantidad considerable de acero galvanizado para resistir la oxidación y la corrosión que los hace muy durable. Debido a esto, hoy en día estas camionetas se utilizan para hacer grandes proyectos de restauración.
En 1971, Dodge introdujo su "estilo de vida", camionetas, diseñado para satisfacer las necesidades de las familias que los utilizan principalmente para remolques de vacaciones. Fue duro, pero cómodos en el interior y no demasiado difícil de conducir. Una opción popular fue el deslizamiento en el cuerpo de campista (Dodge no se ha vendido el cuerpo, pero se ha vendido un paquete de opciones que les hizo más fácil de instalar y usar).

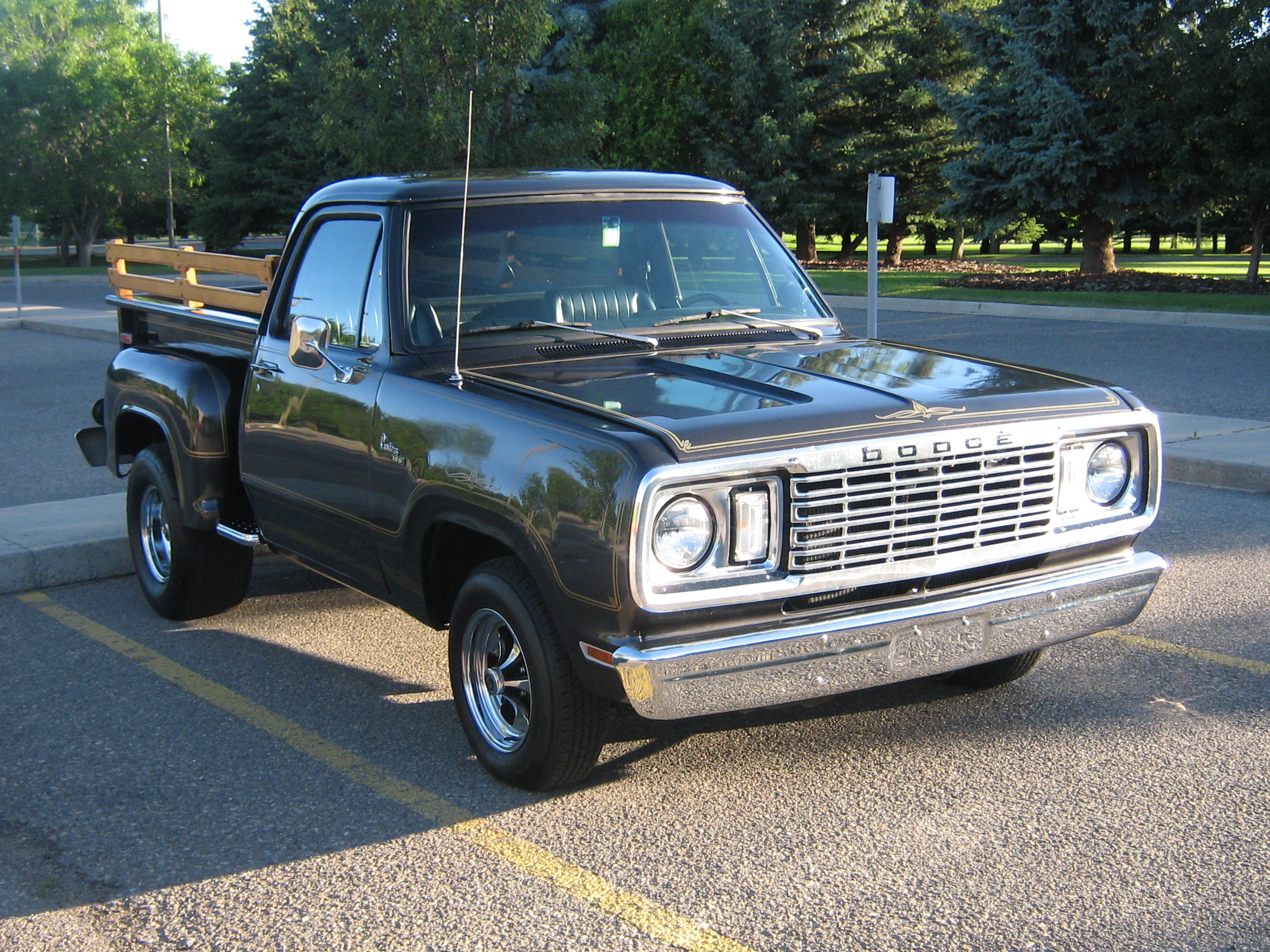
1978 Dodge D-100 Custom

Dodge fue pionera en la camioneta de cabina extendida con la introducción del Club Cab con los modelos 1972. En 1972, (1973 en Canadá) fueron las Cab Club, para llevar a la gente con más comodidad, o para almacenar equipo de valor dentro del camión, seguro y fuera del tiempo. Tim Vincent escribió: "La única diferencia que he encontrado hasta la fecha [en el Club y la cabina regular] es la forma en las perchas frontal están conectados a la estructura, en lugar de remaches, tornillos que sostienen que hay en la percha principal. Esta fue una cabina de dos puertas con pequeñas ventanas traseras que tenían más espacio detrás de los asientos que la cabina estándar, pero no tan largo como el de cuatro puertas Crew Cab. Para 1972 también vio la introducción de las 440 pulgadas cúbicas V8 motor utilizado como una opción para la camioneta. "El Club Cab había asientos transversales para un tercer pasajero (o dos pasajeros pequeños). 
El 1972 la D-series se hizo famoso en el programa de televisión de Emergencia!, donde estaba el vehículo patrulla de rescate paramédico destacado de todos los siete temporadas de la serie popular.

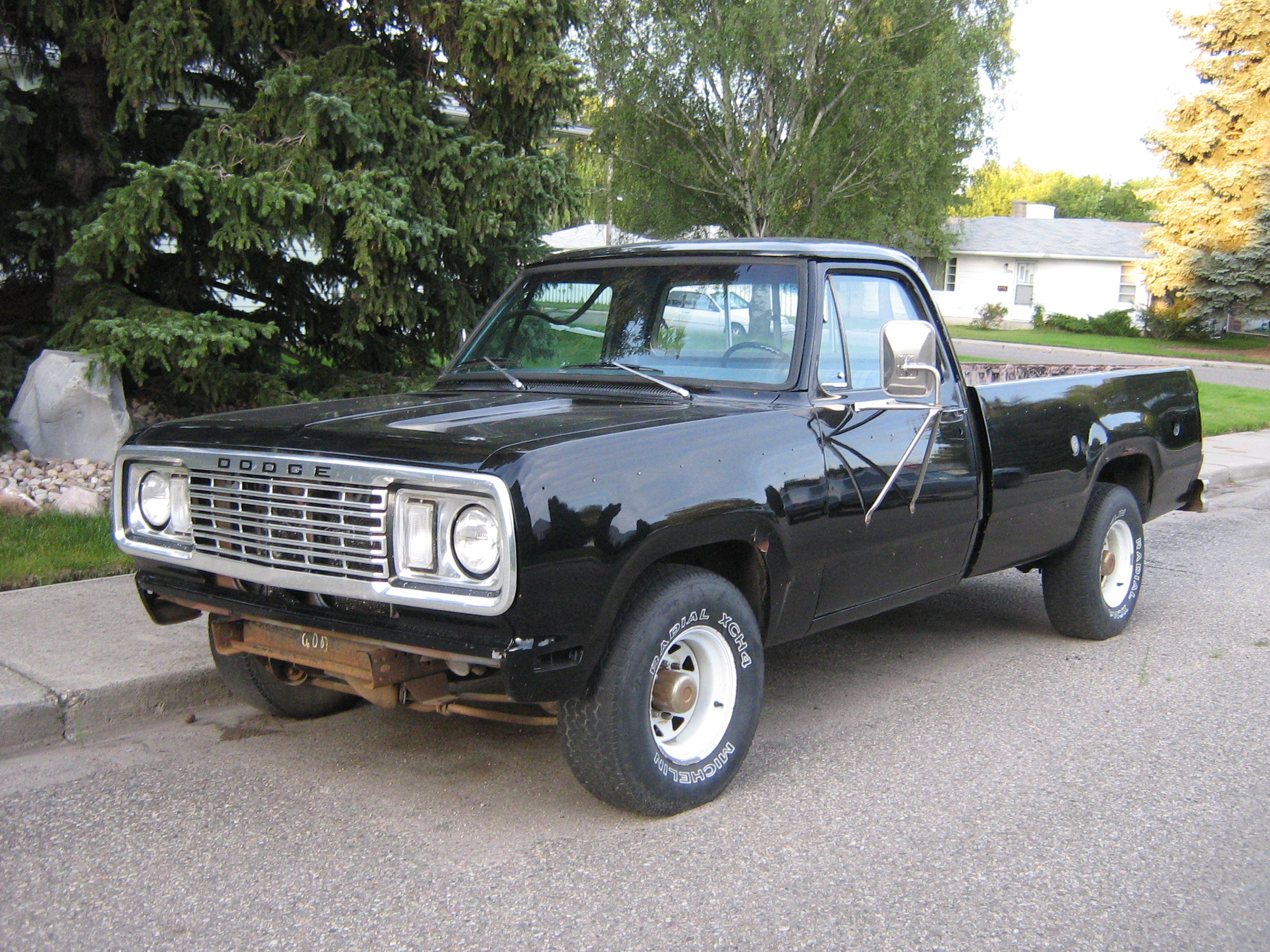
1978 Dodge D-200 Adventurer

Modelos notables producidos durante esta época fueron el desde 1978 hasta 1979 Li'l Red Express, Warlock, la Power Wagon Macho, el Macho Power Wagon Top Mano, Macho Power Wagon Palomino, y el aventurero (adventurous). Los colores de Dodge Power Wagon Macho Palomino fueron los mismos que un Palomino. (Nota: Todas Li'l Red Express, eran aventureros, aunque no a la inversa).
Los modelos 1978 también se vio la introducción del primer motor diesel de Dodge pickup. Disponible como una opción económica en los camiones ligeros fue 6DR5 4.0 L 6 cilindros en línea diesel de aspiración natural de Mitsubishi, valorado en 105 CV (78 kW) a 3.500 rpm, y ~ 230 N · m (~ 169 libras · pie) en 2200 rpm. El diesel usado manual estándar Dodge y transmisiones automáticas a través de la placa adaptadora especialmente hecho que tenía el patrón de pernos LA V8. Esta opción de fábrica raro, código VIN H, fue el resultado de la crisis de combustible y la colaboración de Chrysler y Mitsubishi. El motor, mientras que ser digno de confianza y que tiene mucho mejor economía que cualquier otro motor en la alineación de Dodge en el momento, sufrió desde su salida de potencia baja y fue considerado para ser el poder suficiente para los estándares americanos, a pesar de que se utilizó anteriormente en el japonés 3,5 toneladas Mitsubishi T44 Júpiter y en aplicaciones industriales. Debido a las bajas ventas que fue eliminado rápidamente.

### Dodge Ram (1981-1994)

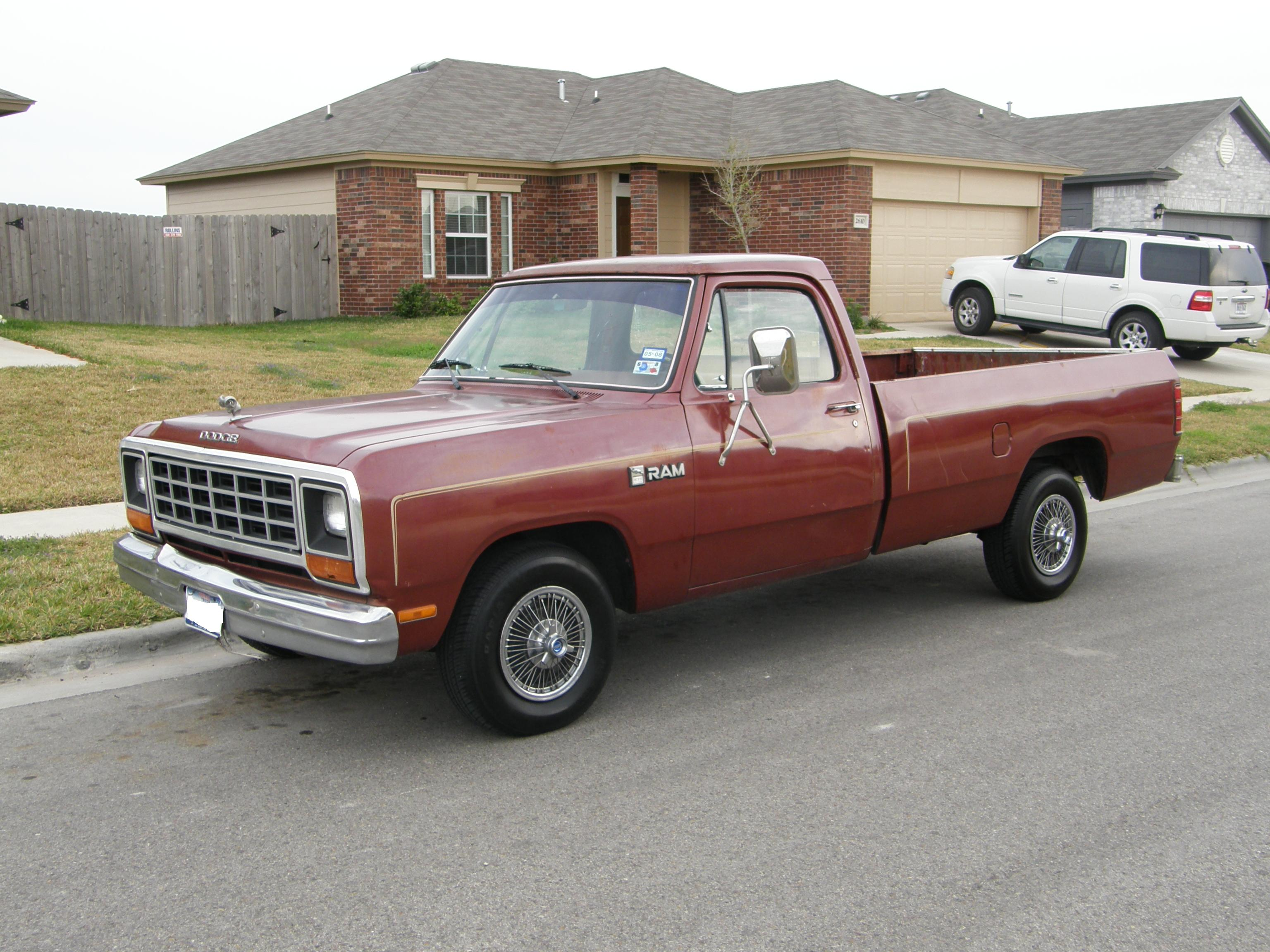
1985 Dodge Ram

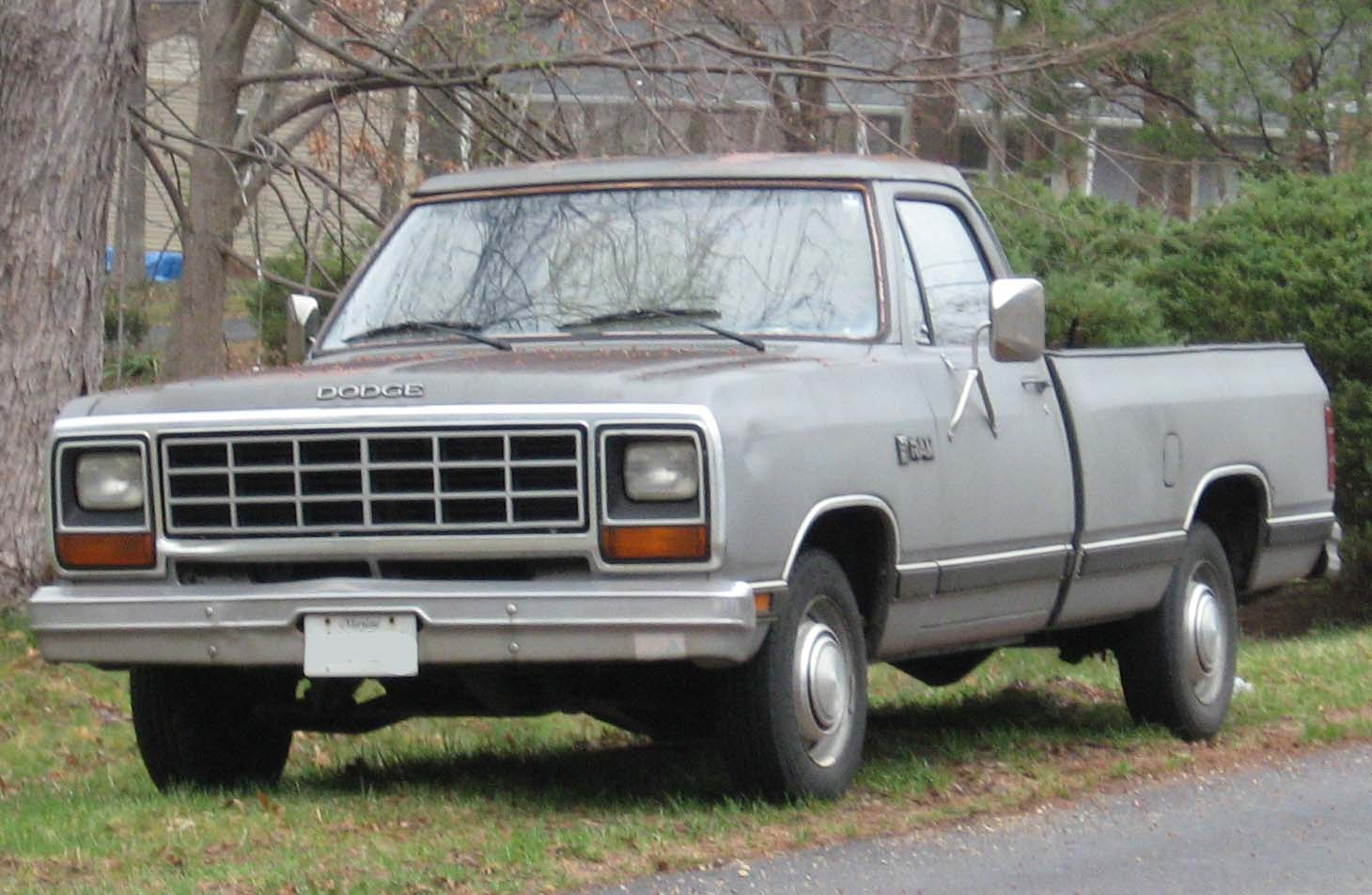
1981-1990 Dodge Ram

Esta generación final fue de cara levantada en 1981, cuando la D-Series se le denominó como la camioneta Dodge Ram Lee Iacocca se hizo cargo de Chrysler Corporation. Tales cosas, incluyendo un nombre grabado en relieve "DODGE RAM" en el portón trasero, junto con otros cambios obvios como la parrilla y el capó, las luces traseras, y todo el interior. Más sutil fue la adición de una línea de "hombro" que recuerda a la competencia de GM. Comenzando en 1981, se utilizó incluso más acero resistente a la corrosión en la construcción de los camiones. Este estilo de la carrocería se mantuvo hasta 1994, y muchos de estos vehículos están todavía en el camino. Muchos paneles de la carrocería son intercambiables para todos los modelos a partir de 1972 a 1994, por lo que no es raro ver a un "híbrido" con, por ejemplo, una rejilla de 1978 montada con una capucha 1974. A veces, la cama se intercambia con una caja de estilo de camión en movimiento para los modelos como estos. En la mayoría de las jurisdicciones, el año es dictado por el año del chasis del camión, independientemente del cuerpo que ha sido atornillado a la misma. También mantuvo fue el modelo stepside Utiline que tenía la misma plataforma del camión que se remontaba a la década de 1940. Así lo dejó caer durante esta última época de los W / D camiones Dodge.

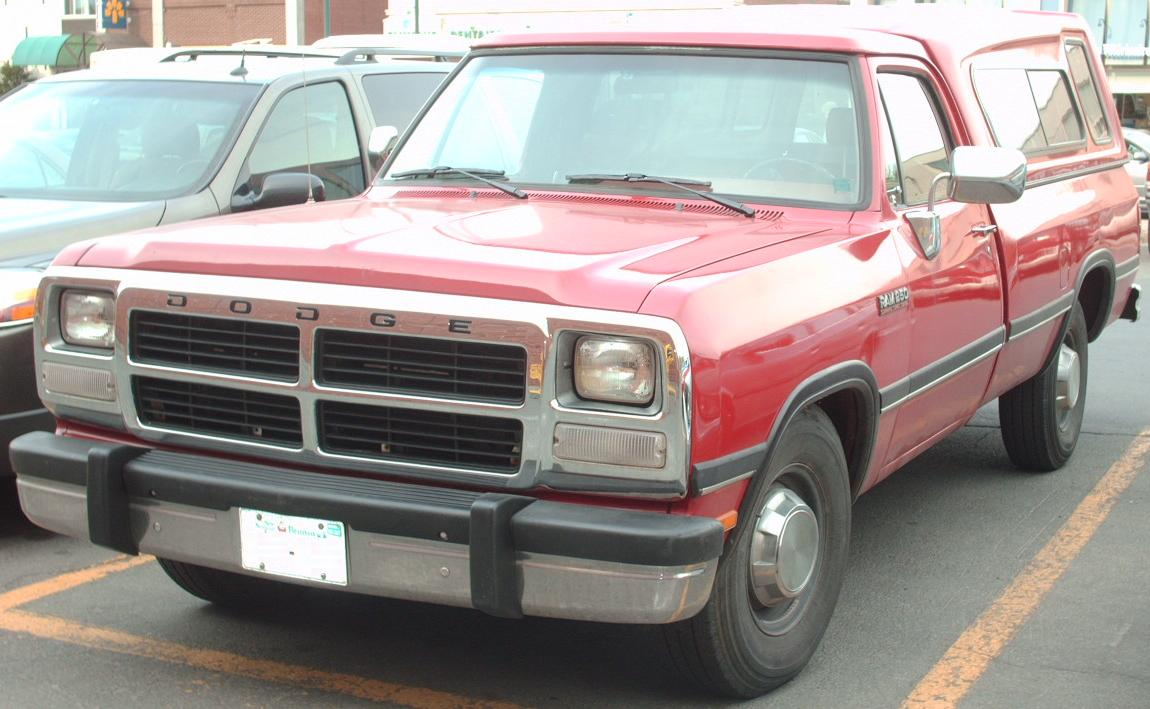
1991-1993 Dodge Ram

Se ofreció un rango más estrecho de motores: la central de base era las 225 pulgadas cúbicas (3,7 L) de inclinación-6, ahora con-top alimentado empujadores hidráulicos y las 318 pulgadas cúbicas (5,2 L) y 360 pulgadas cúbicas (5,9 L) LA-serie V8. La inclinación-6 fue suplantado por el 3.9 L (237 cu in) V6 para 1988; en 1992 y se convirtió en el V8 motores Magnum. El 6BT 5.9 L (360 cu in) 12-Válvula de motor diesel Cummins Serie B se convirtió en una opción en 1989.
Las ventas fueron buenas durante la era Sweptline y hacia finales de 1970. Una combinación de estilo estancada casi dos décadas de antigüedad, más lealtad a la marca principalmente a Chevrolet y Ford durante los años 1980 y 1990 redujo el volumen de ventas de la primera generación de Dodge Ram. Un totalmente nuevo Dodge Ram fue lanzado para el modelo 1994.

## Motor
- 2,8L	6L Slant-6 (101 Hp / 75 kW).
- 3,2L	6L Slant-6 (125 Hp / 93 kW)
- 3,7L	6L Slant-6 (145 Hp / 108 kW)
- 4,5L	V8 (187 Hp / 139 kW)
- 5,2L	V8 (140 hp / 100 kW)
- 5,2L	V8 (160 Hp / 119 kW)
- 5,9L	V8 (180 Hp / 134 kW)
- 6,3L	V8 (258 Hp / 192 kW)
- 6,6L	V8 (200 Hp / 149 kW)
- 7,0L	V8 (365 Hp / 272 kW)
- 7,2L	V8 (235 Hp / 175 kW)

## Galería

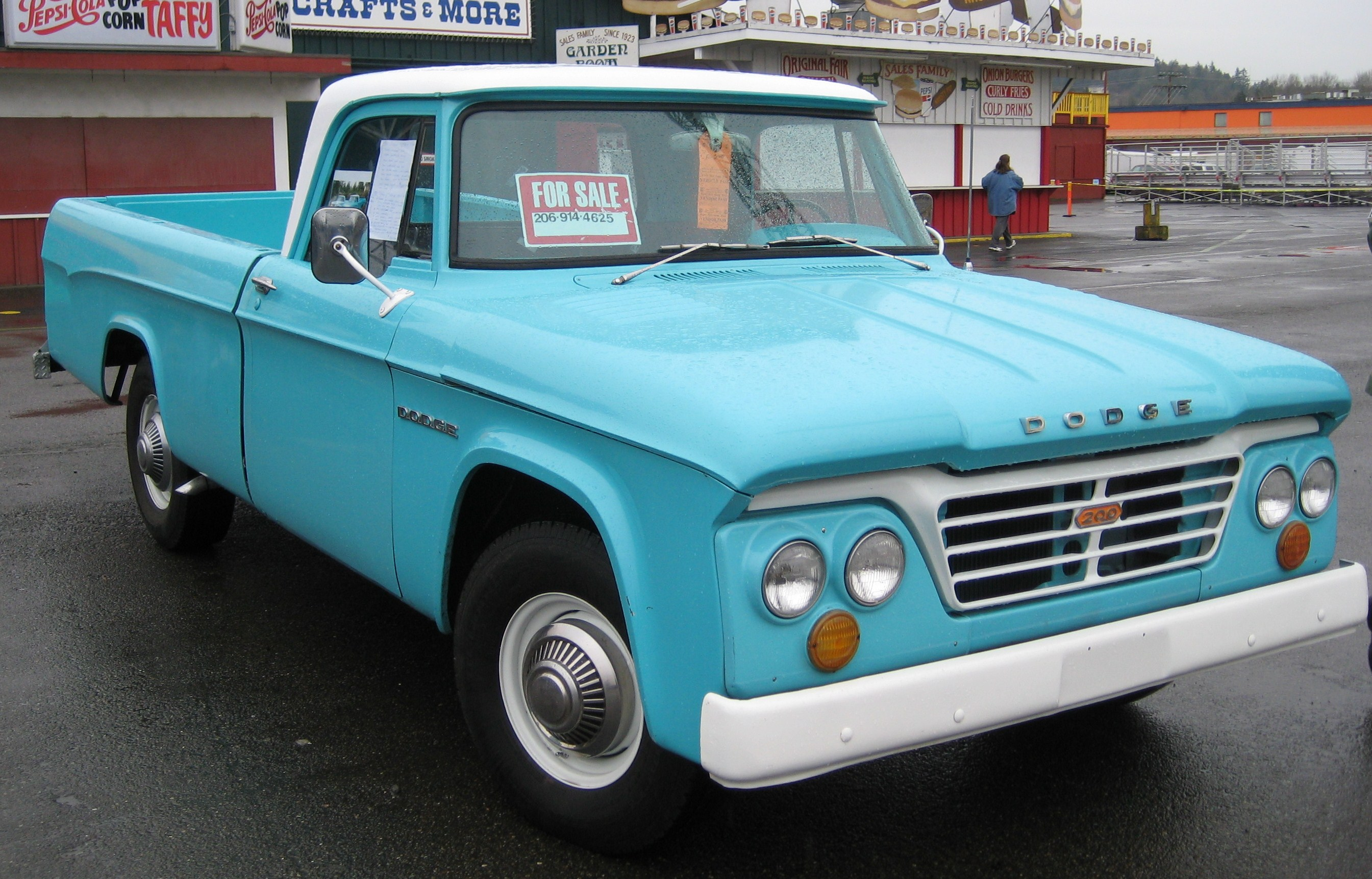
Primera generación (1961-1964).
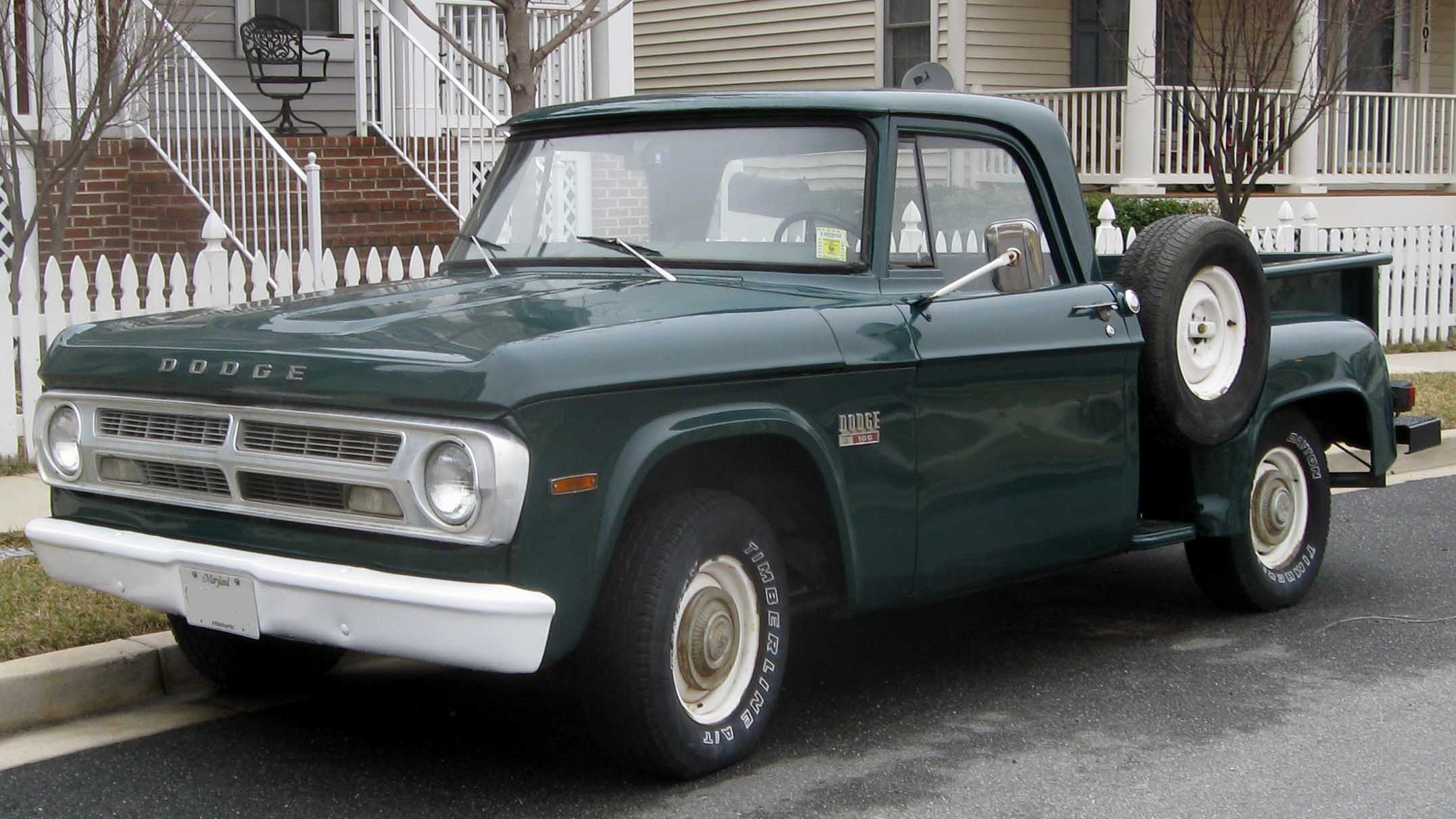
Segunda generación (1965–1971).
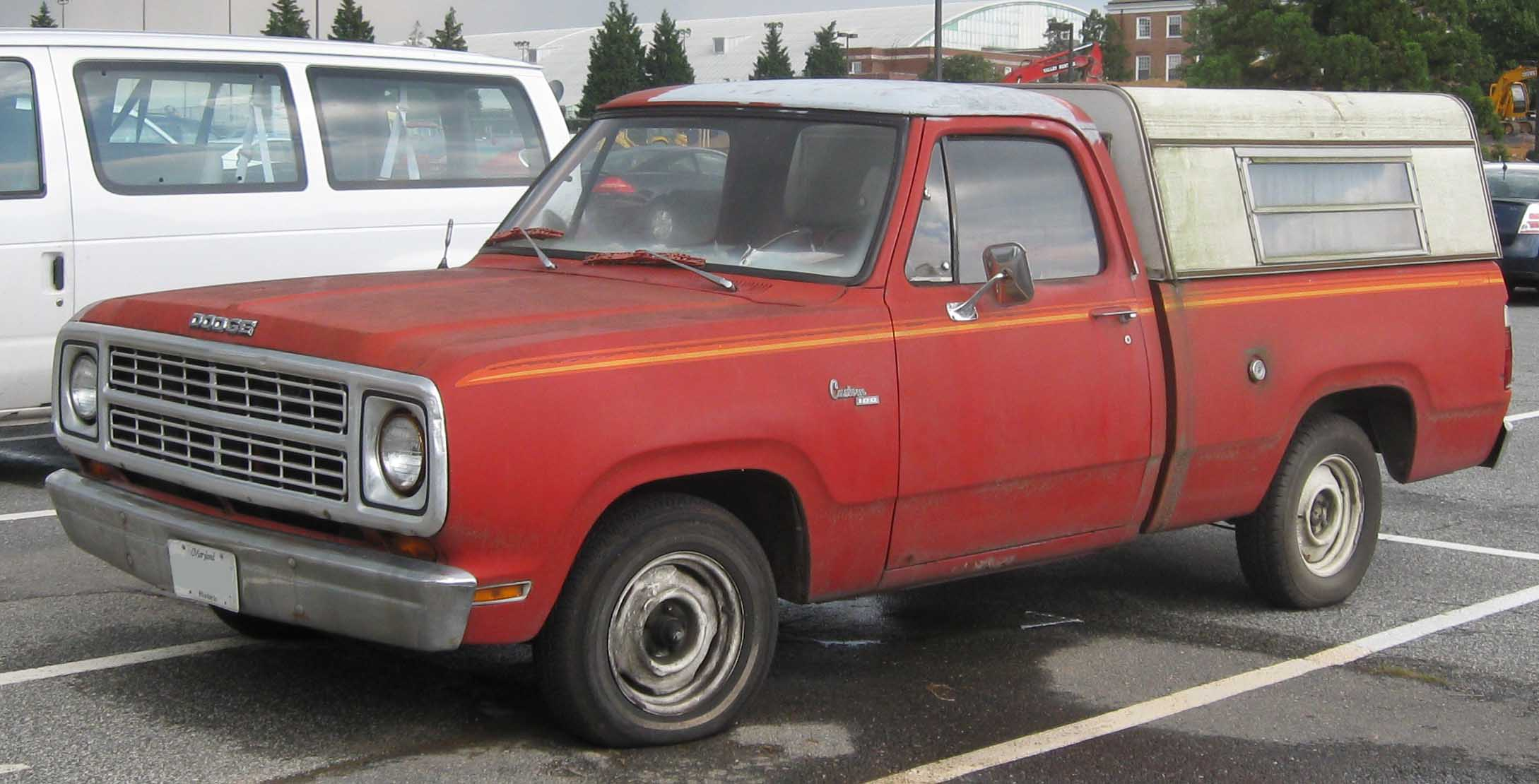
Tercera generación (1972-1980).